# هورست ریتل
هورست ویلهلم یوهانس ریتل (به آلمانی: Horst Willhelm Johannes Rittel)؛ (زادۀ ۱۴ ژوئیهٔ ۱۹۳۰ میلادی – درگذشتۀ ۹ ژوئیهٔ ۱۹۹۰ میلادی) نظریه‌پرداز طراحی و استاد دانشگاه بود. او بیشتر به دلیل رایج کردن مفهوم مشکل شرورانه شناخته شده‌ است، اما تأثیر او بر تئوری طراحی و عمل بسیار گسترده‌تر بود.
زمینۀ کاری او علم طراحی یا همان‌ طور که گفته می‌شود حوزۀ نظریه‌ها و روش‌های طراحی (دی‌تی‌ام) است، با این درک که فعالیت‌هایی مانند برنامه‌ریزی، مهندسی و سیاست گذاری به عنوان اشکال خاصی از طراحی گنجانده شده‌ است.
در پاسخ به شکست‌های محسوس تلاش‌های اولیه در طراحی سیستماتیک، او مفهوم «روش‌های طراحی نسل دوم» و یک روش برنامه‌ریزی/طراحی معروف به سیستم اطلاعات مبتنی بر موضوع (آی‌بی‌آی‌اس) را برای مدیریت مشکلات شرورانه معرفی کرد.

## چستارهای وابسته
- منطق طراحی